# 정진근
정진근(鄭鎭瑾, 1907년 9월 29일 - 1984년 7월 25일)은 대한민국의 국회의원이었다.
- 일본 와세다 대학 정경과 졸업

## 역대 선거 결과
|  | 54.67% |

|  | 13.02% |

|  | 11.44% |

## 참고자료
- 《대한민국 의정총람》, 국회의원총람발간위원회, 1994년
- 정진근 - 대한민국헌정회